# Masayuki Ōnishi
Masayuki Ōnishi (japanisch 大西 昌之 Ōnishi Masayuki; * 5. Juli 1977 in Hokkaido) ist ein ehemaliger japanischer Fußballspieler.

## Karriere
Ōnishi erlernte das Fußballspielen in der Schulmannschaft der Muroran Otani High School und der Universitätsmannschaft der Aichi-Gakuin-Universität. Seinen ersten Vertrag unterschrieb er 2000 bei den Yokohama F. Marinos. Der Verein spielte in der höchsten Liga des Landes, der J1 League. 2001 wechselte er zum Zweitligisten Albirex Niigata. Für den Verein absolvierte er 13 Ligaspiele. Ende 2001 beendete er seine Karriere als Fußballspieler.

## Erfolge
Yokohama F. Marinos
- J1 League

Vizemeister: 2000